# ساترن ای‌ال-۳۱
ساترن ای ال-۳۱ (به انگلیسی: Saturn AL-31) یک خانواده از موتورهای توربوفن نظامی است که نخست به‌دست شرکت لیولکا-ساترن در جماهیر شوروی ساخته شده بود. شرکت نامبرده که امروزه ان‌پی‌او ساترن نامیده می‌شود این موتور را برای نخستین بار در جنگندهٔ برتری هوایی سوخو-۲۷ به‌کار برد. این موتور به‌صورت خشک ۷۵ کیلونیوتن نیرو تولید می‌کند و با پس‌سوز نیز به نیروی ۱۲۲ کیلونیوتن می‌رسد؛ در مدل AL-37FU این نیرو به ۱۴۵ کیلونیوتون با پس‌سوز نیز می‌رسد. خانوادهٔ ای‌ال-۳۱ امروزه در همهٔ جنگنده‌های سوخو-۲۷ و مدل‌های مشابه آن به‌کار می‌روند و حتی جنگنده‌های چینی چنگدو جی-۱۰ و چنگدو جی-۲۰ نیز از این موتور بهره می‌برند.

## گونه‌ها
| نام              | توضیح                                                         | سازنده        | سال  | رانش                                | جهت‌دهی رانش | هواپیماها                                                     | وضعیت        |
| ---------------- | ------------------------------------------------------------- | ------------- | ---- | ----------------------------------- | ----------- | ------------------------------------------------------------- | ------------ |
| AL-31F           | موتور پایه که برای سوخو-۲۷ مدل پایه ساخته شد.                 | سالیوت و UMPO | ۱۹۸۱ | ۲۷٬۴۰۰ پوند-نیرو (۱۲۲ کیلونیوتن)    | ندارد       | سوخو-۲۷ شنیانگ جی-۱۱ شنیانگ جی-۱۵ سوخو-۳۰ (مدل پایه و ام‌کی‌کی) | در خط تولید  |
| AL-31F3          | نسخهٔ بهبودیافته برای جنگندهٔ مدل نیروی دریایی سوخو-۳۳          | ساترن لیولکا  | ۱۹۹۸ | ۲۸٬۲۰۰ پوند-نیرو (۱۲۵٫۵۷ کیلونیوتن) | ندارد       | سوخو-۳۳                                                       | در خط تولید  |
| AL-31FP          | مدل بهبودیافته برای جنگنده سوخو-30-MKI نیروی هوایی هندوستان   | سالیوت و HAL  | ۲۰۰۰ | ۲۷٬۷۰۰ پوند-نیرو (۱۲۳ کیلونیوتن)    | دارد        | سوخو-۳۰ ام‌کی‌آی و ام‌کی‌ام                                       | در خط تولید  |
| AL-31FN          | مدل بهبودیافته برای چنگدو جی-۱۰                               | سالیوت        | ۲۰۰۲ | ۲۸٬۰۰۰ پوند-نیرو (۱۲۴٫۵ کیلونیوتن)  | ندارد       | چنگدو جی-۱۰                                                   | در خط تولید  |
| AL-31FN Series 3 | مدل بهبودیافته برای چنگدو جی-۱۰-بی                            | سالیوت        | ۲۰۱۳ | ۳۰٬۲۰۰ پوند-نیرو (۱۳۴٫۳ کیلونیوتن)  | ندارد       | چنگدو جی-۱۰                                                   | در خط تولید  |
| AL-31F M1        | مدل بهبودیافته برای نیروی هوایی روسیه                         | سالیوت        | ۲۰۰۷ | ۳۰٬۳۰۰ پوند-نیرو (۱۳۵ کیلونیوتن)    | دارد        | سوخو-۲۷اس‌ام، سوخو-۳۰اس‌ام، سوخو-۳۴                             | در خط تولید  |
| AL-31F M2        | مدل بهبودیافته برای چنگدو جی-۲۰ و سوخو-۳۴                     | سالیوت        | ۲۰۱۲ | ۳۲٬۶۰۰ پوند-نیرو (۱۴۵ کیلونیوتن)    | ندارد       | سوخو-۳۴, چنگدو جی-۲۰                                          | در خط تولید  |
| AL-37FU          | مدل آزمایشی برای سوخو-۳۷ بود. مدل FU یک ارتقاء از مدل FP است. | UMPO          | ۲۰۰۰ | ۳۲٬۶۰۰ پوند-نیرو (۱۴۵ کیلونیوتن)    | دارد        | سوخو-۳۷                                                       | توقف تولید   |
| AL-41F-1S (117S) | مدل پیشرفته‌ای که برای سوخو-۳۵ ساخته شد.                       | UMPO          | ۲۰۱۰ | ۳۱٬۹۰۰ پوند-نیرو (۱۴۲ کیلونیوتن)    | دارد        | سوخو-۳۵اس، سوخو-۳۰اس‌ام۲                                       | در خط تولید  |
| AL-41F1 (117)    | بر اساس مدل ۱۱۷ استاندارد (117S) ارتقاء یافت.                 | UMPO          | ۲۰۱۰ | ۳۳٬۰۰۰ پوند-نیرو (۱۴۷ کیلونیوتن)    | دارد        | پیش‌نمونه و نمونه نهایی سوخو-۵۷                                | در خط تولید  |
| Izdeliye 30      | یک پروژه بود                                                  | UMPO          | ۲۰۲۱ | ۳۹٬۷۰۰ پوند-نیرو (۱۷۶٫۶ کیلونیوتن)  | دارد        | برای سوخو 57 پیشنهاد شد.                                      | پروژه لغو شد |

## AL-31
موتورهای AL-31FP و AL-37FU دارای فناوری جهت‌دهی رانش هستند؛ این فناوری در جنگنده‌های سوخو-۳۰ مدل MKI برای هندوستان و مدل MAM برای مالزی به‌کار رفته‌است. AL-31FP می‌تواند نازل موتور خود را تا بیشینهٔ ۱۵درجه حرکت بدهد. نرخ سرعت حرکت این نازل ۳۰درجه بر ثانیه است. فناوری جهت‌دهی رانش در گذشته تنها برای گام دینامیک به‌کار گرفته می‌شد؛ ولی بعدها در «گردش و انحراف» هم به‌کار رفت. موتور AL-31FP امروزه در شرکت هندوستان آیروناتیکس نیز تولید می‌شود و قرارداد سنگینی برای انتقال کامل فناوری از روسیه به هندوستان بسته شده‌است. این موتور در جریان هوای ناهمسان هم به‌خوبی کار می‌کند. بازهٔ زمانی اورهال برای موتور AL-31F برابر با ۱۰۰۰ ساعت است و عمر نهایی این موتور ۳۰۰۰ ساعت می‌باشد.

شرکت سالیوت مدل AL-31FN از این موتور را برای جنگنده چنگدو جی-۱۰ تأمین کرده‌است. درحالیکه چنگدو جی-۲۰ از AL-31FM2 استفاده می‌کند ولی این جنگندهٔ سنگین در انتظار برای دریافت یک موتور بومی چینی با نام WS-15 است.

بنا به گفتهٔ «ویکتور میهایلوویچ» طراح ارشد موتورهای سری ۱۱۷ و ۱۱۷-اس از شرکت ساترن، موتور چینی WS-10 با کمک بروشورهای فنی و مشاورهٔ مهندسان روسی ساخته شده‌است. چندی بعد این گفتهٔ مهندس روسی توسط شرکت صنعت هوانوردی چین تأیید شده‌است.

## AL-41
موتور AL-41 یک پروژهٔ بروزرسانی گسترده بر روی موتور AL-31F بوده که در نهایت به ساخت دو موتور AL-41F1S و AL-41F1 انجامیده‌است. قرار بود این موتور در جنگندهٔ سوخو-۵۷ نصب شود. برنامهٔ ساخت موتور AL-41F در سال ۱۹۸۲ میلادی پایه‌ریزی شد و نخستین پیش‌نمونهٔ آن با میگ-۲۵ آزمایش شد. این پروژه دراصل برای تأمین موتور پروژهٔ میگ ۱٫۴۴ درنظر گرفته شده بود و با لغو شدن آن پروژه، ساخت موتور نیز متوقف شد. این پروژه درنهایت به تولید دو موتور با نام‌های ۱۱۷ و ۱۱۷-اس انجامید.

## 117S
موتور ۱۱۷-اس برای سوخو-۳۵یوبی درنظر گرفته شد؛ این موتور با کد AL-41F1S بر مبنای AL-41 توسعه داده شد و با نام (Izdeliye 117S) معرفی گشت. این موتور که خود یک بروزرسانی از موتور AL-31F بود از فناوری AL-41F نیز بهره می‌برده‌است. موتور ۱۱۷-اس به‌طور خشک ۸۶٫۳ کیلونیوتن و با پس‌سوز ۱۴۲ کیلونیوتن نیرو تولید می‌کند. فن موتور ۱۱۷-اس به میزان ۳ درصد بزرگتر از فن موتور AL-31F است و قطرش ۳۶٫۷ اینچ می‌باشد. موتور ۱۱۷-اس از یک سامانهٔ کنترل تمام دیجیتالی بهره می‌برد. این موتور دارای توربین‌های پیشرفتهٔ فشار بالا و پایین است. فناوری جهت‌دهی رانش در این موتور دقیقاً همانند جهت‌دهی در موتور AL-31FP است. بازه زمانی اورهال این موتور هر ۱۰۰۰ ساعت و طول عمر نهایی آن نیز ۴۰۰۰ ساعت است. نخستین آزمایش این موتور بر روی یک فروند سوخو-۳۵یوبی در سال ۲۰۰۸ میلادی انجام شد. در سال ۲۰۱۰ شرکت ساترن تصمیم گرفت موتور (117S (AL-41F1S را در هواپیمای سوخو-۳۵-اس بعنوان محصول نهایی به‌کار ببرد. به دلیل امنیت بالای این موتور نسبت به موتورهای دیگر از این خانواده، وزارت دفاع روسیه تصمیم گرفت تا موتور ۱۱۷-اس را در جنگنده‌های سوخو-۳۰ نیز به‌کار ببرد. جنگنده‌های جدید با کد Su-30SM2 شناخته می‌شوند.

## ۱۱۷
موتور AL-41F1 که با نام (Izdeliye 117) نیز شناخته شده‌است، با این انگیزه ساخته شد تا موتور جنگندهٔ نسل پنجمی سوخو-۵۷ را فراهم کند. موتور ۱۱۷ نیز موتوری بر پایهٔ خانوادهٔ AL-31F است که یک ارتقاء بر روی دستاوردهای موتور ۱۱۷S بحساب می‌آید. ساخت و توسعهٔ این موتور در سال ۲۰۰۴ آغاز شد و قطر فن این موتور نیز نسبت به مدل به‌کار رفته در سوخو-۳۵ افزایش داشته‌است. میخائیل پوگوسیان سرپرست گروه طراحی موتور ۱۱۷ عنوان کرد که این موتور صرفاً برای پیش‌نمونه‌های سوخو-۵۷ ساخته شده‌است. رانش موتور ۱۱۷ نسبت به AL-31 به میزان ۲۴٫۵ کیلونیوتن افزایش داشته‌است و به عدد ۸۶/۳ کیلونیوتن رسیده‌است. درحالیکه وزن آن نیز ۱۵۰ کیلوگرم کاهش پیدا کرده‌است. قدرت این موتور با پس‌سوز نیز به ۱۴۷ کیلونیوتن می‌رسد و وزن کلی آن نیز ۱۴۲۰ کیلوگرم است. نسبت قدرت به وزن این موتور، ۱۰٫۵ به ۱ است. (۱۰٫۵:۱). همانند AL-31F، موتور ۱۱۷ نیز دارای ۴ کمپرسور فشار پایین (فن) است و برای کمپرسور فشار بالا با ۹ مرحله دارد. برخی از فناوری‌های به‌کار رفته در مدل ۱۱۷ با مدل ۱۱۷-اس مشترک هستند.

## Izdeliye 30
در پی آزمایش‌های فنی که بر روی موتور ۱۱۷ انجام گرفته‌است، این موتور ناکارآمد نشان داده‌است و موتور دیگری با نام Izdeliye ۳۰ بر پایهٔ همین بروزرسانی‌ها تولید خواهد شد. موتور ۱۱۷ با مشکل واماندگی کمپرسور روبرو است و بعضاً در برخاستن از زمین نیز ناکام می‌ماند. قرار بر این است که موتور جدید با نام Izdeliye ۳۰ پس از سال ۲۰۲۰ بر روی سوخو-۵۷ بعنوان موتور نهایی نصب شود. موتور جدید رانش بیشتر و مصرف سوخت کمتری دارد. همچنین دارای دوام و اعتمادپذیری بیشتری است و قیمت تمام شدهٔ آن نیز ارزانتر خواهد بود. ساخت این موتور تا سال ۲۰۲۱ به تعویق افتاده‌است.

## مشخصات AL-31F

#### خصوصیات کلی
- نوع: توربوفن دوشفت با پس‌سوز
- طول: ۱۹۶ اینچ (۴٬۹۹۰ میلیمتر)
- قطر: ** ۳۵٫۶ اینچ (۹۰۵ میلیمتر) ورودی (Inlet)
  - ۵۰ اینچ (۱٬۲۸۰ میلیمتر) بیشینهٔ خروجی (maximum external)
- وزن خشک: ۳٬۴۶۰ پوند (۱٬۵۷۰ کیلوگرم)[۲۶]

#### اجزا
- کمپرسور: چهار عدد فن با کمپرسور ۹ مرحله‌ای
- Combustors: کمباستور رینگی (Annular)
- توربین: ۲ عدد توربین تک مرحله‌ای

#### عملکرد
- Maximum رانش: ** ۱۶٬۷۰۰ پوند-نیرو (۷۴٫۵ کیلونیوتن) نیروی خشک
  - ۲۷٬۵۶۰ پوند-نیرو (۱۲۲٫۵۸ کیلونیوتن) با پس‌سوز
- نسبت فشار کلی: ۲۳:۱
- نسبت کنار گذر: ۰٫۵۹:۱
- دمای داخلی توربین: ۲٬۵۷۳ درجه فارنهایت؛ ۱٬۴۱۲ درجه سلسیوس (۱٬۶۸۵ کلوین)
- مصرف سوخت یژه برخاست:

خشک: ۰٫۸۷ پوند بر پوند-نیرو بر ساعت (۲۴٫۶ گرم بر کیلونیوتن بر ثانیه)

پس‌سوز: ۱٫۹۲ پوند بر پوند-نیرو بر ساعت (۵۴٫۳ گرم بر کیلونیوتن بر ثانیه)
- نسبت نیرو به وزن: ۴٫۷۷ (خشک), ۷٫۸۷ (با پس‌سوز)

## مشخصات (AL-41F-1S (117S
Data from Rosobornexport

#### خصوصیات کلی
- نوع: توربوفن دارای دو شفت با پس‌سوز
- طول: ۱۹۴٫۶ اینچ (۴۹۴٫۲ سانتیمتر)
- قطر: ۳۶٫۷ اینچ (۹۳٫۲ سانتیمتر) inlet
- وزن خشک: ۳٬۵۳۶ پوند (۱٬۶۰۴ کیلوگرم)

#### اجزا
- کمپرسور: چهار عدد فن با کمپرسور ۹ مرحله‌ای
- Combustors: کمباستور رینگی (Annular) (Annular)
- توربین: دو توربین تک‌مرحله‌ای

#### عملکرد
- Maximum رانش: ** ۱۹٬۴۰۰ پوند-نیرو (۸۶٫۳ کیلونیوتن) خشک
  - ۳۲٬۰۰۰ پوند-نیرو (۱۴۲٫۲ کیلونیوتن) با پس‌سوز
- دمای داخلی توربین: ۲٬۶۸۱ درجه فارنهایت؛ ۱٬۴۷۲ درجه سلسیوس (۱٬۷۴۵ کلوین),
- مصرف سوخت: ** ۱۵٬۰۲۰ پوند بر ساعت (۶٬۸۱۳ کیلوگرم بر ساعت) خشک
  - ۵۵٬۰۵۰ پوند بر ساعت (۲۴٬۹۶۹ کیلوگرم بر ساعت) با پس‌سوز
- مصرف سوخت یژه برخاست: ** ۰٫۷۹۰ پوند بر پوند-نیرو بر ساعت (۲۲٫۳۷ گرم بر کیلونیوتن بر ثانیه) خشک
  - ۱٫۸۱۹ پوند بر پوند-نیرو بر ساعت (۵۱٫۵۳ گرم بر کیلونیوتن بر ثانیه) با پس‌سوز
- نسبت نیرو به وزن: ۵٫۴۹ (خشک),
۹٫۰۴ (با پس‌سوز)

## نگارخانه

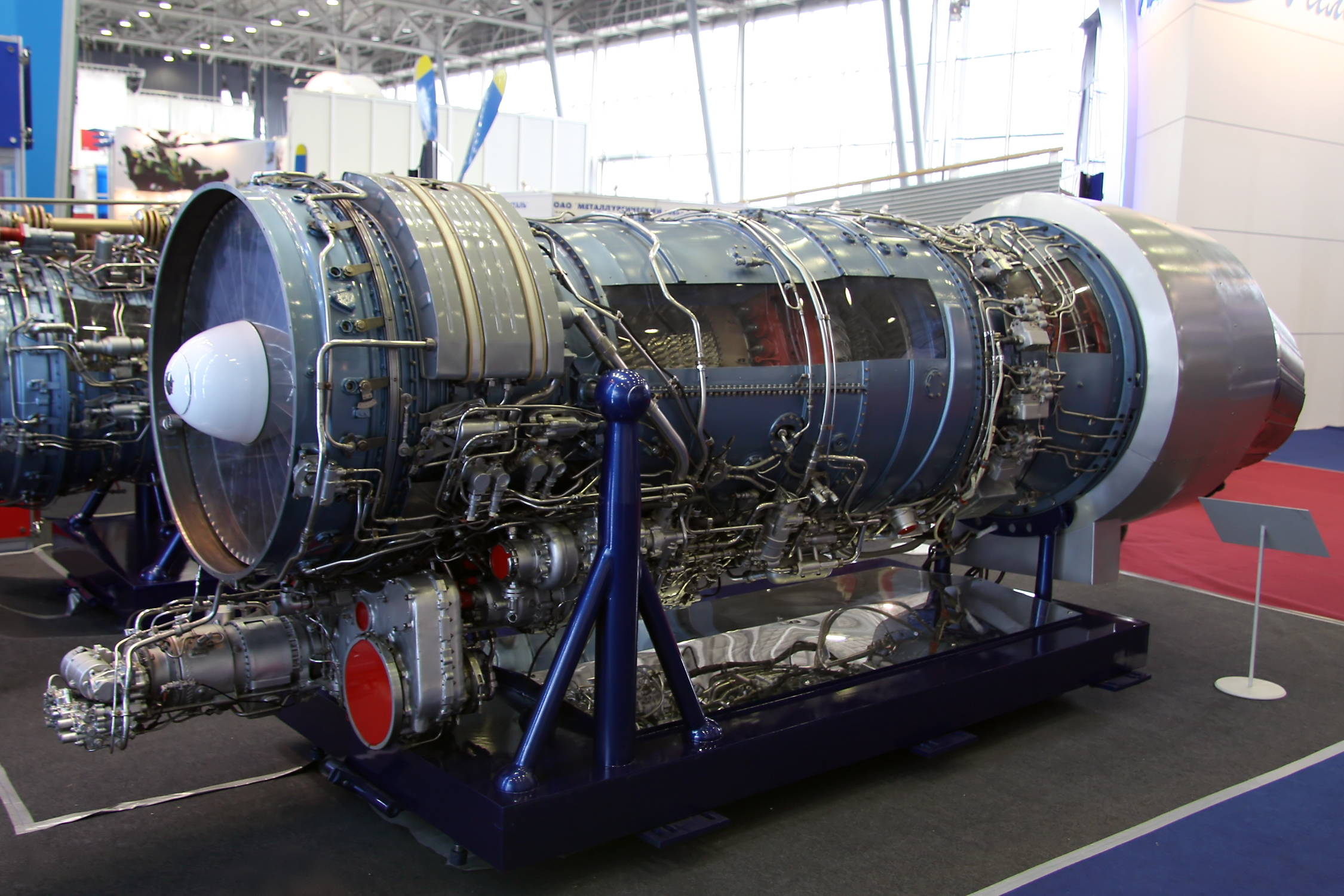
AL-31-FN
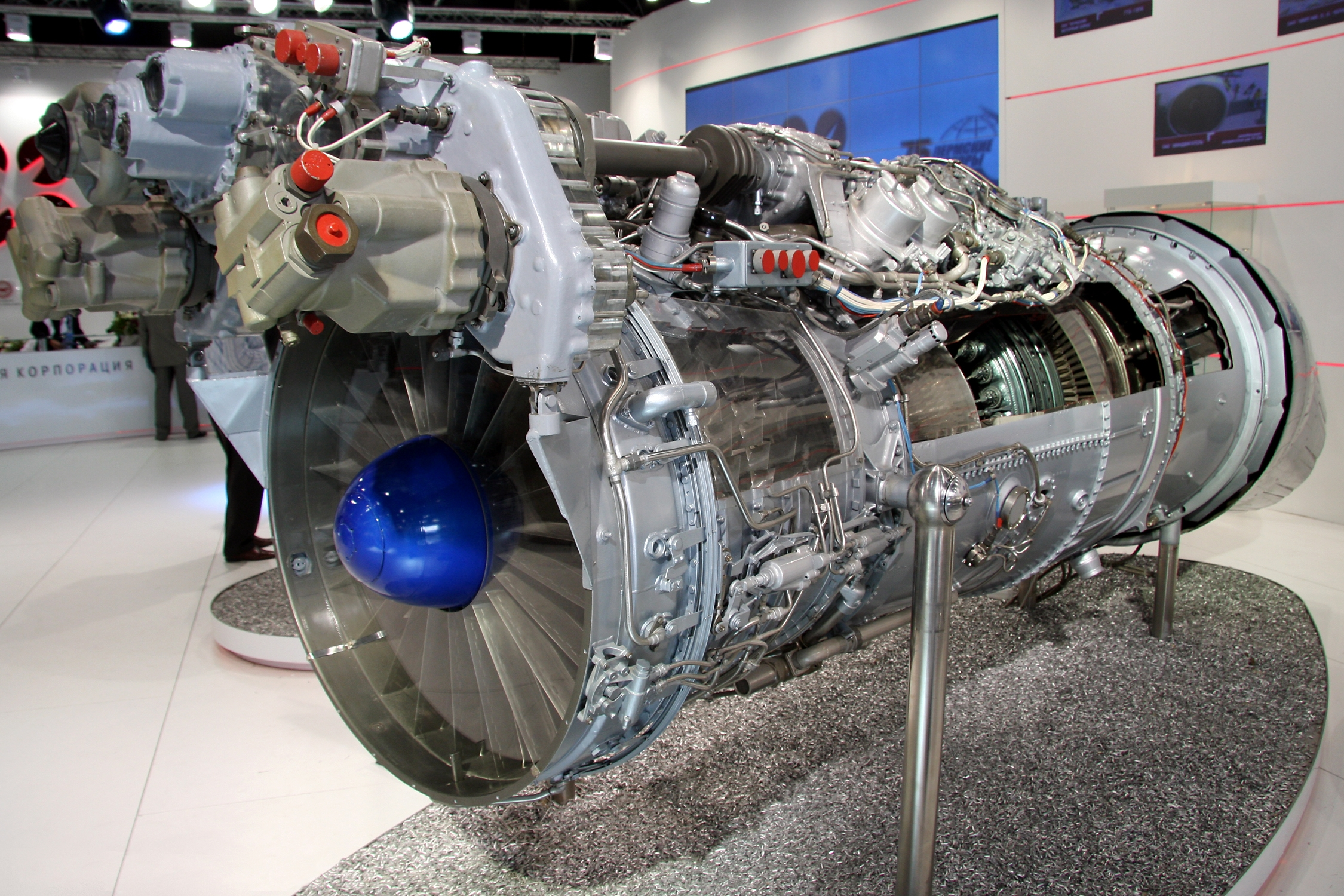
AL-31FP
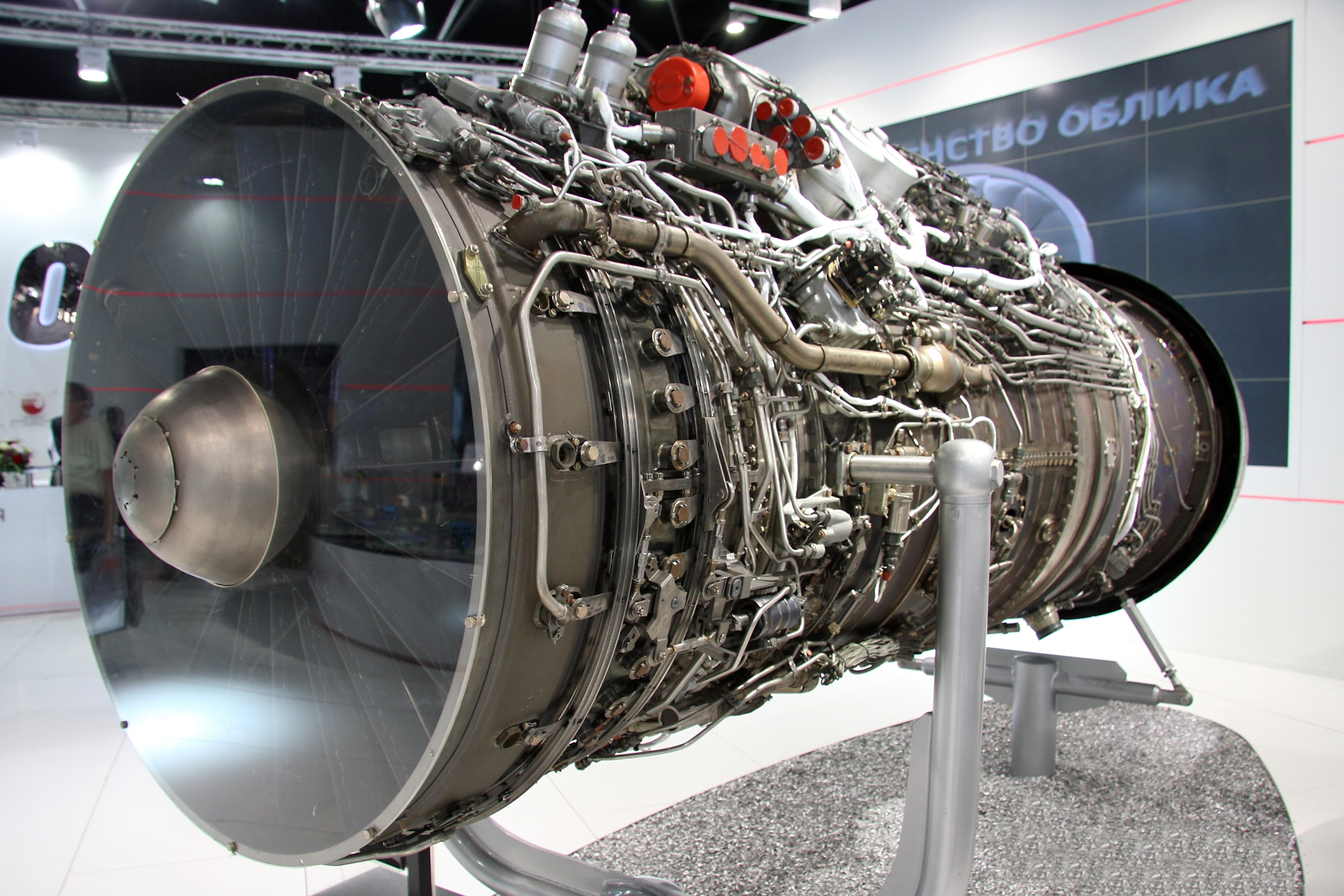
AL-41F1S
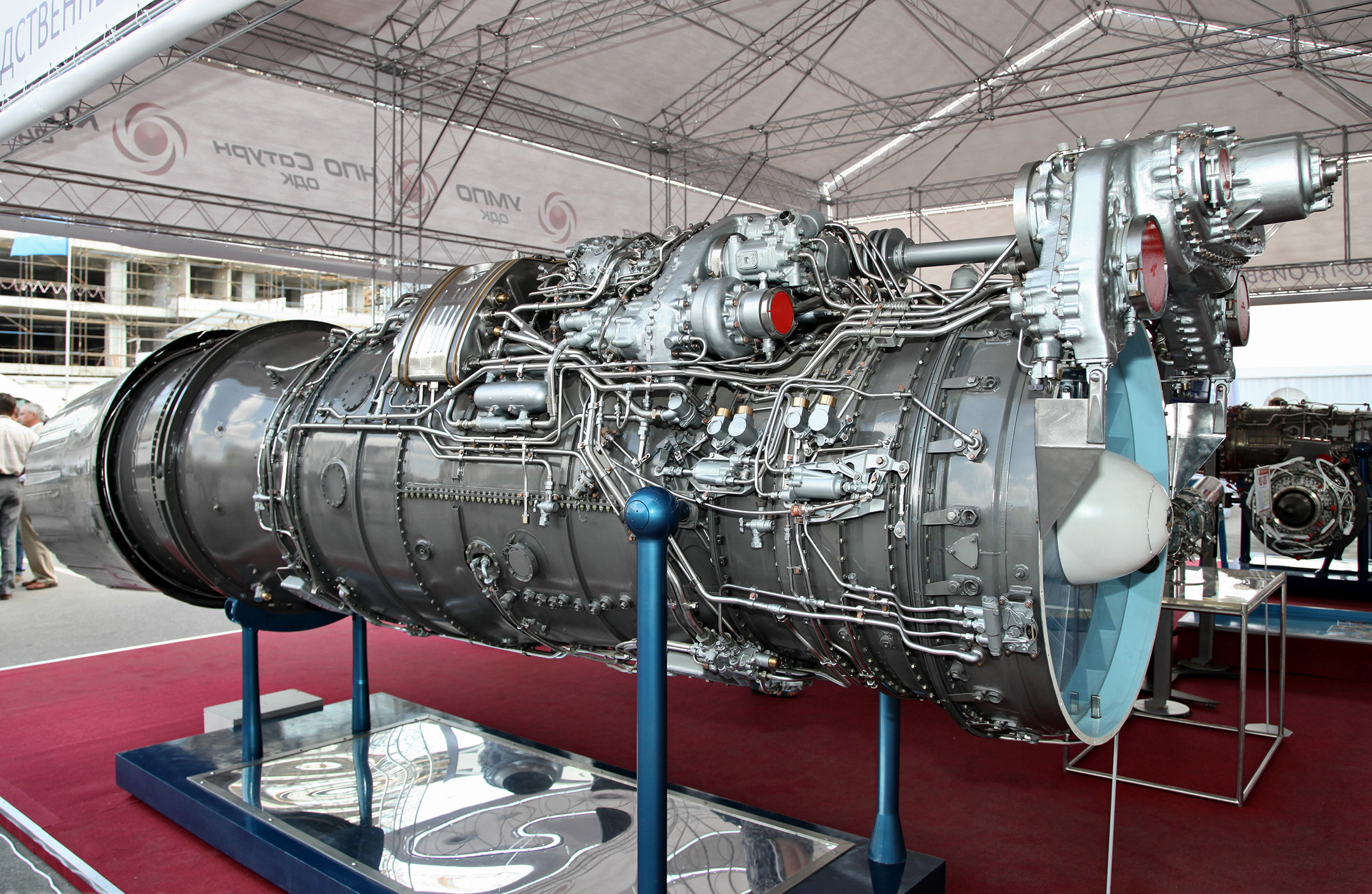
AL-31FM1